# Северни тропруги опосум
Северни тропруги опосум (Monodelphis americana) је врста сисара из породице опосума (Didelphidae) и истоименог реда Didelphimorphia.

## Распрострањење
Бразил је једино познато природно станиште врсте.

## Станиште
Северни тропруги опосум има станиште на копну.

## Начин живота
Северни тропруги опосум прави гнезда. 

## Угроженост
Ова врста није угрожена, и наведена је као последња брига јер има широко распрострањење.

### Популациони тренд
Популација ове врсте се смањује, судећи по расположивим подацима.